# Karst Zevenberg

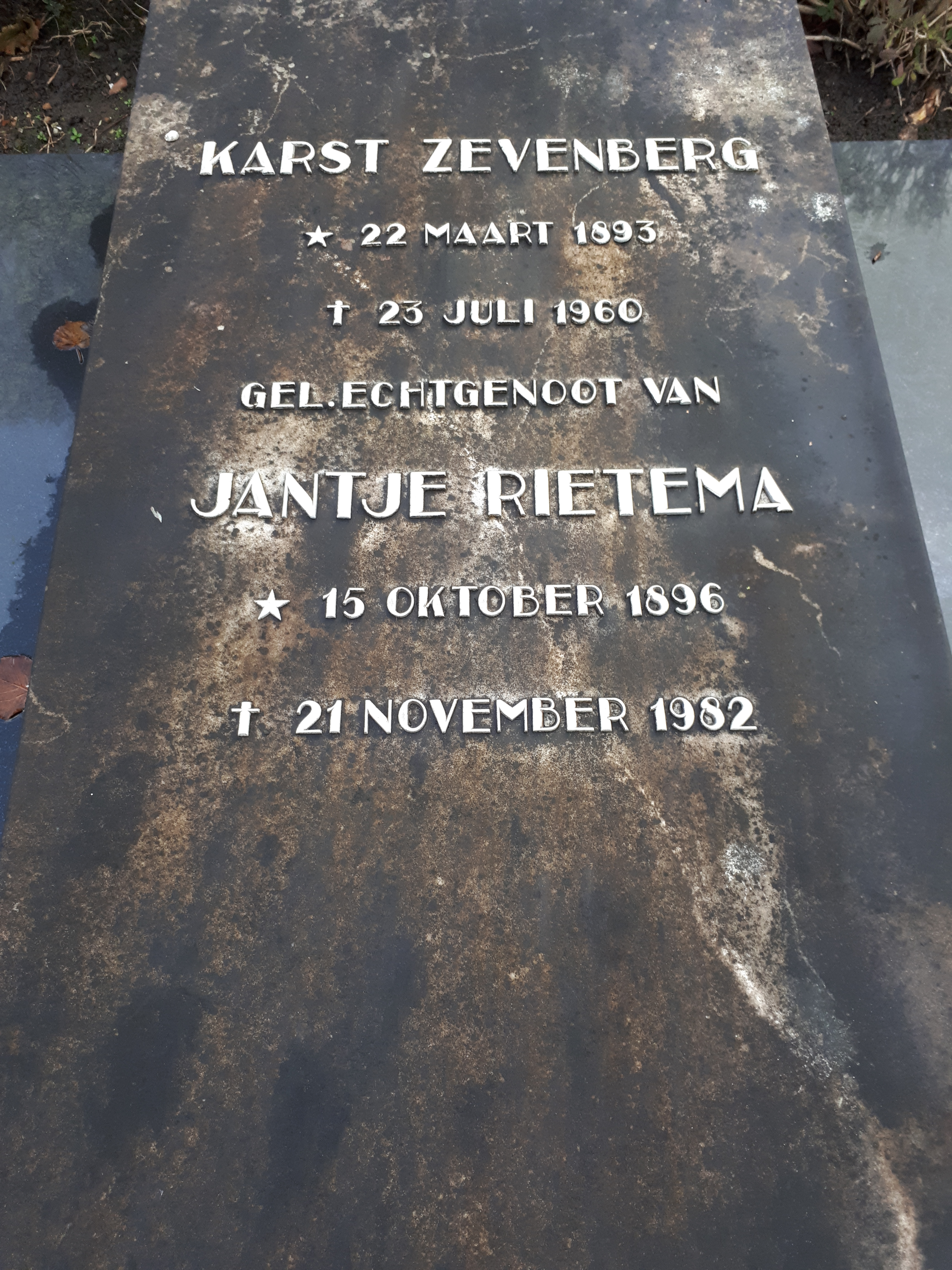
Gedenkteken op het graf van architect Karst Zevenberg

Karst Zevenberg (Bedum, 22 maart 1893 - aldaar, 23 juli 1960), in vakliteratuur ook K. Zevenberg genoemd, was een Nederlandse architect, die vooral werkzaam was in de provincie Groningen. 

## Biografie
Hij was een zoon van een "daglooner". Twee door hem ontworpen bouwwerken zijn aangewezen als rijksmonument. In 1923 startte hij zijn eigen architectenpraktijk in Bedum. In totaal zou hij zo'n honderdvijftig ontwerpen maken, uiteenlopend van winkelpanden, landhuizen en woningen, tot scholen, fabrieksgebouwen en boerderijen. Zijn ontwerpen kunnen worden beschouwd als de Groninger variant op de Amsterdamse School waarbij het  expressieve gebruik van baksteen opvalt in combinatie met de toevoeging van kleurrijk schilderwerk en glas-in-lood.
Zevenberg werd na zijn overlijden in 1960 begraven op de gemeentelijke begraafplaats van Bedum.

## Werken (selectie)

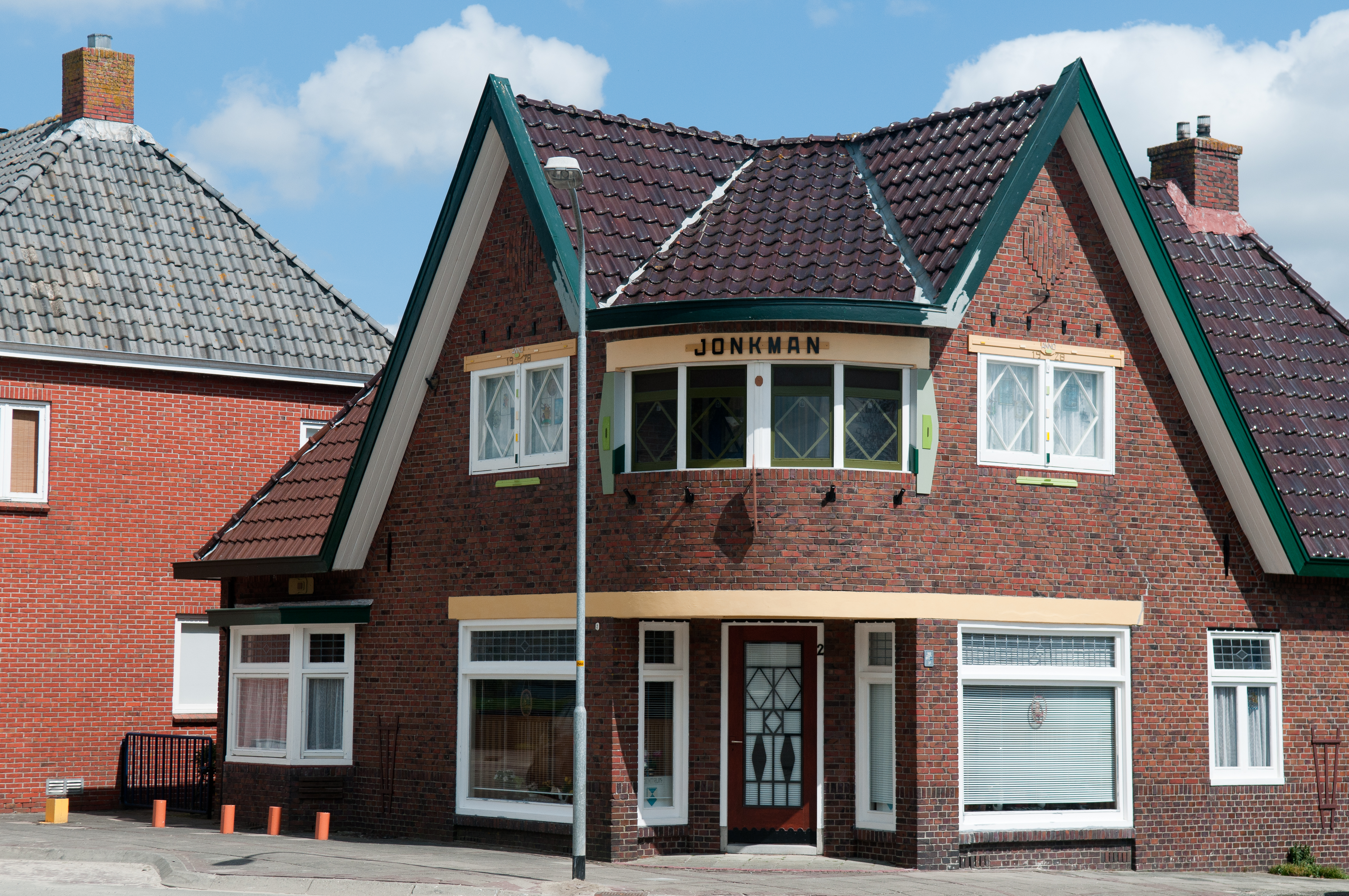
Voormalige bakkerswinkel-woonhuis Middelstum (bouwjaar 1928).

- 1924: Pastorie, Boterdiep Westzijde 44, Zuidwolde
- 1927: Woonhuis aan de Rijksstraatweg, Haren[1]
- 1927: Nuts-Bewaarschool, Kapelstraat 4, Bedum
- 1928: Winkelwoonhuis aan de Heerestraat, Middelstum[2]
- 1928: Pastorie, Noordwolderweg 36, Noordwolde
- 1929: Pastorie, Torenweg 8, Adorp
- 1936: Pastorie, Pastorieweg 8, Kantens
- 1938: Woonhuis, Wilhelminalaan 4-6, Bedum
- 1939: Woonhuis, Wilhelminalaan 26, Bedum